# Elsbeth Huther
Elsbeth Huther, auch: Elsbet Huther (* 30. März 1885 in Hagenow; † 14. Oktober 1960 in Rostock) war eine deutsche Porträt- und Landschaftsmalerin.

## Leben
Elsbeth Huther wurde geboren als Tochter des Juristen und späteren Oberamtsrichters Karl Huther (* 1843) und dessen Frau Johanna, geb. Prätorius. Ihre Vorfahren waren in der Generation ihres Großvaters, Hermann Huther (1805–1890), Oberlehrer am Friedrich-Franz-Gymnasium Parchim, nach Mecklenburg-Schwerin eingewandert.
Ersten Unterricht erhielt sie ab 1905 bei der Schweriner Porträtmalerin Louise Schmidt (1855–1924). 1909 studierte sie an der Kunstschule in Berlin, danach für drei Jahre bei Max Feldbauer, der als Lehrer an der Damenakademie des Münchner Künstlerinnenvereins unterrichtete. Zunächst nur Porträtmalerin, wendete sie sich später ebenso der Landschaftsmalerei zu. Im Jahr 1912 nahm sie an drei Gemeinschaftsausstellungen des Kunstvereins München teil, im Februar 1912 bereits als Landschaftsmalerin. Studienreisen führten sie nach Italien; sie besuchte Rom und Florenz.
1914 wurde Elsbeth Huther am Lyzeum und Oberlyzeum zu Wismar am Turnplatz 5 (heute: Musikschule Wismar) als Lehrerin angestellt und war an dieser Schule bis mindestens 1930 als Zeichenlehrerin tätig. Außerdem beteiligte sie sich weiterhin an den Ausstellungen des Münchner Kunstvereins und stellte in den Jahren 1915, 1916, und 1917 erneut Bilder zur Verfügung.
Im September 1919 wurde im Städtischen Kunst- und Altertumsmuseum Rostock eine Ausstellung mit Werken Mecklenburger Künstler eröffnet, unter anderem auch von Huther.
Als zum Wintersemester 1920/1921 erstmals Frauen zum Studium an der Münchner Akademie der Bildenden Künste aufgenommen wurden, immatrikulierte sich Elsbeth Huther für das Studienfach Malerei. In den Folgesemestern ist ihr Name in den Matrikelbüchern nicht mehr aufgeführt.
1924/1925 reiste sie nach Italien und besuchte Neapel, 1926 fuhr sie auf die Insel Hiddensee und im Sommer 1927 mit Wolf Röhricht nach Oberbayern. Sie gehörte zu den Künstlern, die zum Malen nach Kallmünz kamen. Während dieser Studienreisen entstanden meist kleinformatige Werke.
1931 wohnte Elsbeth Huther noch in Wismar. Von 1934 an lebte sie als akademische Zeichenlehrerin und Malerin in Rostock. Sie unterrichtete am Lyzeum mit Studienanstalt am Goetheplatz, das 1939 in Oberschule I für Mädchen umbenannt wurde.
In der ersten Nachkriegsausgabe des Rostocker Adressbuchs von 1949/1950 wurde Elsbeth Huther sowohl als akademische Zeichenlehrerin und Malerin als auch als Studienrätin aufgeführt.
Nach einer ersten Personalausstellung mit Ölbildern und Aquarellen von Elsbeth Huther im Jahr 1949 im Rostocker Museum gab es 1955 zu Ehren des 70. Geburtstages der Künstlerin eine weitere Ausstellung mit ihren Werken in diesem Museum. Die Tageszeitung Neue Zeit veröffentlichte Anfang des Jahres 1956 einige Namen von Unterzeichnern einer Glückwunschbotschaft der Christlich-Demokratischen Union zum 80. Geburtstag von Wilhelm Pieck, darunter „von den berühmten Kunstschaffenden … Elsbeth Huther, Kunstmalerin, Rostock“.
Elsbeth Huther starb 1960 im Alter von 75 Jahren in Rostock.

## Werke (Auswahl)
- Selbstporträt (Kulturhistorisches Museum Rostock), um 1915, Bleistift, Feder und Tusche.[26]
- Lesende Kinder, 1917.[13]
- Selbstbildnis, 1926, Öl.[5]
- Japanerin, 1926, Öl.[5]
- Die goldene Lotosblume, 1927.[27]
- Wasserburg am Inn, 1927, Öl.[5]
- Hiddensee, 1927, Öl.[5]
- Möwen im Wismarer Hafen, 1939.[28]
- Boddenlandschaft (Kulturhistorisches Museum Rostock), o. J., Aquarell und Bleistift.[26]
- Rammer beim Buhnenbau (Kulturhistorisches Museum Rostock), o. J., Aquarell.[26]

## Ausstellungen
- Februar 1912, August 1912 und November 1912: München, Teilnahme an Ausstellungen des Kunstvereins
- September 1915 und 16. bis 29. Oktober 1915: München, Teilnahme an Ausstellungen des Kunstvereins
- 13. bis 23. August 1916: München, Teilnahme an der Ausstellung des Kunstvereins
- September 1917: München, Teilnahme an der Ausstellung des Kunstvereins
- 20. September 1919 (– ?): Rostock, Städtisches Kunst- und Altertumsmuseum: Mecklenburger Künstler
- 1929: Berlin, Galerie Flechtheim: Aquarell- und Zeichenausstellung des Vereins der Künstlerinnen[29]
- 1939: Schwerin, Mecklenburgisches Landesmuseum: Zeitgenössische Mecklenburgische Maler,  vertreten mit Abend im bayerischen Wald, Öl, 1938
- 25. November bis 31. Dezember 1945: Schwerin, Landesmuseum: Jahresschau 1945 der Kunstschaffenden aus Mecklenburg-Vorpommern[30]
- September 1949: Rostock, Museum der Stadt Rostock: Elsbeth Huther. Aquarelle und Ölbilder
- 3. April bis 19. Mai 1955: Museum der Stadt Rostock: Elsbeth Huther. Rückblick und Gegenwart. Ölgemälde, Aquarelle, Graphik
- 28. Mai bis 22. August 2010: Rostock, Kulturhistorisches Museum: Schönheit pur. Mecklenburg ein Land für Künstler 1900–1945[14][31]